# Der Weibertausch
Der Weibertausch ist der Titel einer deutschen Filmkomödie unter der Regie von Karl Anton, die am 27. November 1952 im Bavaria-Film-Theater in Würzburg Premiere hatte. Die Hauptrollen sind mit Viktor Staal, Carola Höhn, Gertrud Kückelmann und Karlheinz Böhm besetzt. Es geht um einen anstößigen Vertrag, der unter Alkoholeinwirkung zustande kommt. 

## Handlung
Als Simon Gigls Zuchtstier Herodes auf einer Viehausstellung mit der Goldenen Medaille prämiert wird, ist das Ökonomierat Stuckenberger, der ein Mustergut führt, ein Dorn im Auge. Gigls einstige Magd Urschi Holler jedoch ist ziemlich stolz darauf, immerhin war sie es, die das Tier mit der Flasche großgezogen hat. Stuckenberger, der genau weiß, dass Gigl ihm den prämierten Stier Herodes niemals verkaufen würde, schaltet den durchtriebenen Geschäftemacher Alisi Resch ein, der Gigl mit einem Trick dazu bringen soll, das Tier herzugeben, um es ihm dann auf Umwegen zuzuschanzen.
Alisi Resch setzt während der Feier einen Vertrag zwischen Gigl und Urschis Mann Lorenz Holler auf. Dieser sieht vor, dass Urschi acht Tage auf Gigls Hof geht und Holler dafür im Gegenzug den Stier Herodes erhält. Er plant, „Herodes“ heimlich an Stuckenberger weiterzuverkaufen, was Holler nicht weiß. Vom Alkohol berauscht unterschreibt Holler den Vertrag und auch Gigl ist einverstanden, war er doch schon immer heimlich in Urschi verliebt. Als Urschi am nächsten Morgen ein Vertragsexemplar in der Tasche ihres Mannes findet, stellt sie ihn zur Rede. Der ist über sein Verhalten vom Vortag entsetzt und zerreißt den Vertrag. Alisi Reschs Argument jedoch, dass er einen Zuchtstier nie wieder preiswerter erhalten werde, überzeugt ihn, den Vertrag doch zu erfüllen. Urschi sei zudem vor Gigls Nachstellungen sicher, weil dessen Verlobte Rosl Lanner über die Vorgänge auf dem Hof informiert werde und rechtzeitig am Hof eintreffen wird. Urschi und Holler lassen sich überreden und überrumpeln damit Gigl, der den Vertrag am Morgen schon wieder vergessen hatte.
Nachdem Gigl den Stier „vertragsgemäß“ an Holler übergeben hat, erwartet er von Urschi, die er offiziell als neue Aushilfsköchin angestellt hat, eine körperliche Gegenleistung. Urschi kann sich aus der Situation retten, doch nehmen im Dorf verschiedene Gerüchte ihren Lauf, zumal Gigls Verlobte für mehrere Tage in die Stadt gereist ist, was Urschi vorher nicht wusste. Sie hofft lange vergeblich auf Rosl Lanners Rückkehr und überlegt sich immer neue Tricks, wie sie sich Gigls Nachstellungen entziehen kann.
Kaum ist Rosl Lanner von ihrer Reise zurück, hört sie von allen Seiten seltsame Vermutungen über das, was im Hause ihres Verlobten Gigl vor sich gehe. Rosl erfährt von Resch über den „Vertrag“ und will Gigl einen Denkzettel verpassen. Sie versucht, Holler zu verführen, wird jedoch in ihren Bemühungen von Resch selbst unterbrochen, der den Zuchtstier vom Hollerhof abholen und zum Stuckenberger bringen will. Rosl Lanner jedoch gelingt es, den Traktor mit dem Zuchtstier stattdessen zum Giglhof umzuleiten. Als Holler beim Eintreffen des Zuges seine Frau in Gigls Armen erwischt, kommt es zu einer Schlägerei. Rosl Lanner greift ein und bringt die Streithähne auseinander. Der Bürgermeister des Ortes spricht ein Machtwort: Rosl Lanner und Gigl sollen so schnell wie möglich heiraten. Für Holler kommt ebenfalls alles zu einem guten Ende: Da er Rosl Lanners Verführungskünsten widerstanden hat auch im Hinblick auf Simon Gigl, erhält er den Stier Herodes.

## Produktion

### Produktionsnotizen, Hintergrund
Das Drehbuch von Erna Fentsch beruht auf ihrer Erzählung Der Weibertausch. Eine bayerische Begebenheit, aufgeschrieben und, wo’s nottat, übersetzt von Ernestine Wery. Erna Fentsch schrieb sowohl unter ihrem Geburtsnamen als auch unter Ernestine Wery und Erna Wery-Fentsch. Sie war mit dem Schauspieler Carl Wery verheiratet. Nach ihrer Heirat zog sie sich von der Schauspielerei zurück und schrieb Filmdrehbücher, aber auch anderes.
Es handelt sich um eine NDF-Produktion im Verleih der Deutschen London Film. Der Film wurde im Atelier der Bavaria Film in Geiselgasteig produziert, die Außenaufnahmen entstanden in Neubeuern, Grünwald und Deigstetten. Hans Sohnle und Fritz Lück schufen die Bauten, Jacob Geis und Georg Richter waren Produktionsleiter. In Neubeuern ist u. a. das Münchner Tor zu erkennen. Als „Gasthaus zur Post“ diente der Hofwirt am Marktplatz 5. 
Das Bavaria, wo am 27. November 1952 die Uraufführung stattfand, war ein Kino in Würzburg in der Juliuspromenade 68, das am 22. September 1950 als Bavaria-Film-Theater eröffnet wurde. Es war eines der Premierenkinos für deutsche Filme, vor allem für Heimatfilme, und hatte oft prominente Filmschauspieler zu Gast. Der internationale Titel des Films lautet The Swap.

### Lieder im Film
- Geh nicht so vorüber ...! – Text: Hans Fritz Beckmann, Musik: Lothar Brühne
- Der „Ochsenmarsch“

## Kritik
„Die Abmachung zweier betrunkener Kleinbauern – ein Zuchtstier im Tausch gegen die Ehefrau für eine Woche – bringt zwei Paare vorübergehend durcheinander. Trotz des dünnen Verwechslungsstoffes ein durchaus gefällig gespielter Schwank.“